# جيمس ماكليلاند
جيمس ماكليلاند (بالإنجليزية: James McClelland)‏ (و. 1948  م) هو أستاذ جامعي، وعالم حاسوب، وأكاديمي، وباحث أمريكي، ولد في كامبريدج، ماساتشوستس، هو عضوٌ في الأكاديمية الوطنية للعلوم (منذ 2001)، وجمعية علم النفس الأمريكية.

## التعليم
تعلم في جامعة بنسيلفانيا، في تخصص علم النفس المعرفي، وتحصل منها على دكتوراة في الفلسفة (منذ 1975)، وتعلم في جامعة بنسيلفانيا، وتعلم في جامعة كولومبيا
.

## جوائز
حصل على جوائز منها:
- C.L. de Carvalho-Heineken Prize for Cognitive Science  [لغات أخرى]‏ (2014)[8]
- جائزة روميلهارت (2010)
- جائزة الزمالة لويليام جيمس [الإنجليزية]‏ (2003)
- جائزة غراويماير [الإنجليزية]‏ (2002)
- جائزة جمعية علم النفس الأمريكية للمساهمات العلمية متميزة في علم النفس [الإنجليزية]‏ (1996)
- زمالة جمعية العلوم المعرفية ‏
- زمالة جمعية علماء النفس التجريبي ‏
- زمالة الجمعية الأمريكية لتقدم العلوم